# Te Papa
Te Papa, celým jménem Novozélandské muzeum Te Papa Tongarewa (anglicky Museum of New Zealand Te Papa Tongarewa), je národní muzeum Nového Zélandu ve městě Wellington.
Jeho nejstarším předchůdcem bylo Koloniální muzeum založené v roce 1885 Jamesem Hectorem. Do současného Te Papa byla později sloučena také Novozélandská národní galerie. Muzeum každoročně navštíví milion lidí.
Sbírky zahrnují tři oblasti:
- Dějiny: je zde přibližně 25 000 předmětů, z nichž 7000 jsou oděvy a textilie, nejstarší pocházejí z 16. století. Zahrnuje také poštovní archiv Nového Zélandu s přibližně 20 000 známkami a souvisejícími položkami. Kromě toho je zde Pacifická sbírka přibližně 13 000 historických a současných předmětů z tichomořských ostrovů .
- Příroda: sbírky fosilií obratlovců, rostlin, původních ptáků, obojživelníků, plazů, hmyzu a jiných zvířat.
- Kultura: sbírky výtvarného umění a vizuální kultury, fotografie, maorské kulturní památky (Taonga Māori), kultura národů Tichého oceánu a sociální a kulturní historie.

Je zde také několik archivů a rozsáhlá knihovna známá jako Te Aka Matua. Stálé výstavy ukazují historickou, kulturní a uměleckou tvář Nového Zélandu a jsou rozděleny do šesti pater s tematickými jmény. Umělecká sbírka obsahuje obrazy především z období impresionismu, symbolismu, expresionismu, kubismu a surrealismu.